# Stéphane Castaignède
Pour les articles homonymes, voir Castaignède.
Pas d'image ? Cliquez ici

a Compétitions nationales et continentales officielles uniquement.

b Matchs officiels uniquement.
Stéphane Castaignède, né le 30 septembre 1969 à Mont-de-Marsan, est un joueur de rugby à XV, qui a joué avec l'équipe de France au poste de demi de mêlée (1,72 m pour 73 kg).
Bien que portant le même patronyme, il n'a aucun lien de parenté avec Thomas Castaignède. 

## Biographie
Il commence sa carrière très jeune à Mimizan[réf. nécessaire] et Saint-Julien-en-Born, puis il rejoint l'Union sportive dacquoise pour ensuite arriver à l'Union sportive marmandaise.
Par la suite, il se fait remarquer par l'AS Montferrand, puis signe au Stade montois, plusieurs saisons, après la Coupe du monde de rugby à XV 1999.
Plus tard, le SA Hagetmau le contacte puis l'US Grenade pour lequel il fera ses débuts en tant qu'entraineur/joueur. Il repart enfin au SA Hagetmau en tant qu'entraîneur.

## Carrière de joueur

### En équipe nationale
Il dispute son premier test match le 28 août 1999 contre l'équipe du pays de Galles. Il participe à la coupe du monde, disputant six rencontres, dont sa première titularisation avec la France face aux Fidji. Il dispute son dernier match sous le maillot bleu contre l'équipe d'Australie, le 6 novembre 1999.

### Avec les Barbarians
En juin 1999, il participe à la tournée des Barbarians français en Argentine. Il est titulaire contre le Buenos Aires Rugby Club à San Isidro. Les Baa-Baas s'imposent 52 à 17. Puis, il est remplaçant contre les Barbarians sud-américains à La Plata. Il remplace en cours de jeu Ludovic Loustau. Les Baa-Baas français s'imposent 45 à 28.

## Carrière d'entraîneur
- 2015/2016 : entraîneur des cadets Rugby Club Ajaccien
- 2016/2017 : entraîneur des juniors
- Born Haute Landes Mimizan

## Palmarès

### En équipe nationale
- Coupe du monde :
  - Vice-champion (1) : 1999

#### Coupe du monde
| Édition          | Rang      | Résultats France | Résultats Castaignède | Matchs Castaignède |
| ---------------- | --------- | ---------------- | --------------------- | ------------------ |
| Royaume-Uni 1999 | Finaliste | 5 v, 0 n, 1 d    | 5 v, 0 n, 1 d         | 6/6                |

Légende : v = victoire ; n = match nul ; d = défaite.

### En club
Avec l'AS Montferrand
- Championnat de France de première division :
  - Vice-champion (1) : 1999
- Challenge européen :
  - Vainqueur (1) : 1999

Avec le Stade montois
- Championnat de France de Pro D2 :
  - Champion (1) : 2002

### Distinction personnelle
- Meilleur joueur de la finale de Challenge européen de rugby 1999 contre Bourgoin.

## Statistiques en équipe nationale
- Sélection en équipe de France A contre l'Irlande en 1997[3]
- Sélections en équipe nationale : 7 (en 1999)
- Participe à la tournée en argentine avec les Barbarians français (2 matchs joués et gagnés)